# 东日本国际大学
37°3′27.52″N 140°54′27.28″E / 37.0576444°N 140.9075778°E
东日本国际大学（日语：東日本国際大学 ひがしにっぽんこくさいだいがく、英語: Higashi Nippon International University）是一所日本私立大学。本部坐落于日本福岛县磐城市（いわき市）平鎌田字寿金沢37。1995年建校。简称东日大、国际大。现任校长吉村作治。
初期磐城短期大学課程商經科為主，其後改制成經濟學系，2004年增設福祉環境系。
棒球部在1996年加入南东北大学棒球联盟。

## 教育及研究

### 学部
- 经济学部
  - 经济情报学科
- 福祉环境学部
  - 社会福祉学科

## 外部連結
東日本國際大學公式網址（日文）（页面存档备份，存于）